# Heinz Nowak
Heinz Nowak (* 28. Dezember 1925 in Altenweddingen; † 31. Mai 2012) war ein deutscher Heimatforscher und Museumsdirektor. Schwerpunkt seiner Arbeit war die Geschichte der Magdeburger Börde.

## Leben
Heinz Nowak wurde als Sohn eines Tischlers geboren und wuchs in Altenweddingen auf. Nach dem Ende der Schulzeit nahm er eine Lehre als Werkzeugmacher im Flugzeugbau auf. Während des Zweiten Weltkrieges geriet er in Kriegsgefangenschaft. Nach seiner Rückkehr war er ab 1948 als Grabungsassistent im Rahmen der archäologischen Stadtkernforschung in der schwer zerstörten Stadt Magdeburg tätig.
Am 20. April 1954 übernahm Nowak die Leitung des Museums Ummendorf und richtete das Museum als natur- und kulturgeschichtliches Regionalmuseum aus. In seiner Funktion nahm er auch die Erfassung der als Denkmal einzustufenden Gebäude im Kreis Wanzleben vor. Darüber hinaus nahm er erforderliche archäologische Notgrabungen und Fundbergungen vor. Er veröffentlichte entsprechende Dokumentationen in Fachzeitschriften. Von 1955 bis 1962 leitete er auch Ausgrabungen in einem vom Kiesabbau bedrohten Gebiet bei Stemmern. Nowak legte auch die Bibliothek des Museums, aufbauend auf einem Altbestand des Heimatvereins, an.
Er wirkte an der zwischen 1955 und 1957 vom Kreis Wanzleben herausgegebenen Heimatzeitschrift Bördebote mit. Ab 1959 war er Herausgeber und Redakteur der für das Museum erstellten Reihe Die Magdeburger Börde – Veröffentlichungen von Natur und Gesellschaft.
Von 1954 bis 1958 absolvierte Nowak eine Ausbildung an der Fachschule für Heimatmuseen Weißenfels. 1957 reichte er eine Seminararbeit zur Geschichte der Zuckerfabrik Klein Wanzleben ein. Später, 1965 bis 1970, studierte er in Berlin an der Humboldt-Universität Deutsche Volkskunde und Agrargeschichte. Inhaltlich beschäftigte er sich insbesondere mit der Geschichte der Landwirtschaft, als prägendes Element der Entwicklung der Magdeburger Börde. Im Rahmen des Studiums arbeitete er 1969 zur Geschichte des Wanzlebener Tiefkulturpfluges. Mitte der 1970er Jahre gelang es ihm für das Museum einen vollständigen Dampfflugsatz zu erwerben.
1972 gelang es ihm den Nachlass mit mehr als 900 Arbeiten des Bördemalers August Bratfisch in den Museumsbestand zu übernehmen. Einen besonderen Schwerpunkt seiner Tätigkeit stellte die über Jahrzehnte betriebene Sanierung des Museumssitzes, der Burg Ummendorf, dar. Ab 1979/1980 baute er den zum Museum gehörenden Kräutergarten auf, in dem 400 historische Nutzpflanzen gezogen werden.
Ende 1990 trat er in den Ruhestand und verzog nach Klein Wanzleben. Heinz Nowak war jedoch weiterhin im Bereich der Heimatforschung tätig und veröffentlichte eine Vielzahl von Beiträgen. Er arbeitete am 2002 erschienenen Magdeburger Biographischen Lexikon mit.